# Zulfiqar Ali
Zulfiqar Ali (ur. w 1947 w Mombasie, Kenia) – kenijski krykiecista specjalizujący się w grze jako bowler, reprezentant Afryki Wschodniej w trzech meczach jednodniowych.
W swoim trzecim ODI - rywalem Afrykańczyków była wówczas Anglia - zdobył trzy wickety za 63 runy, co jest najlepszym wynikiem ze wszystkich wschodnioafrykańskich bowlerów w historii.